# Selección femenina de rugby 7 de Guyana
La selección femenina de rugby 7 de Guyana es el equipo representativo de Guyana en los torneos de la modalidad de 7 jugadoras.

## Palmarés
- RAN Sevens (2): 2009, 2010

## Participación en copas
| - no ha clasificado - no ha clasificado - Río 2016: no clasificó - Tokio 2020: no clasificó - Toronto 2015: no clasificó - Lima 2019: no clasificó - Veracruz 2014: no clasificó - Barranquilla 2018: no clasificó | - Garrison Savannah 2005: 4° puesto - Garrison Savannah 2006: 4° puesto - Nassau 2007: 4° puesto - Nassau 2008: 3° puesto - Ciudad de México 2009: Campeón - Georgetown 2010: Campeón - Garrison Savannah 2011: Campeón Copa de plata - Ottawa 2012: no participó - George Town 2013: no participó - Ciudad de México 2014: no participó - Cary 2015: Finalista Copa de plata - Port of Spain 2016: Campeón Copa de plata - Ciudad de México 2017: 5° puesto - Saint James 2018: 7° puesto - George Town 2019: no participó |